# Haarlemmerpoort (Amsterdam)

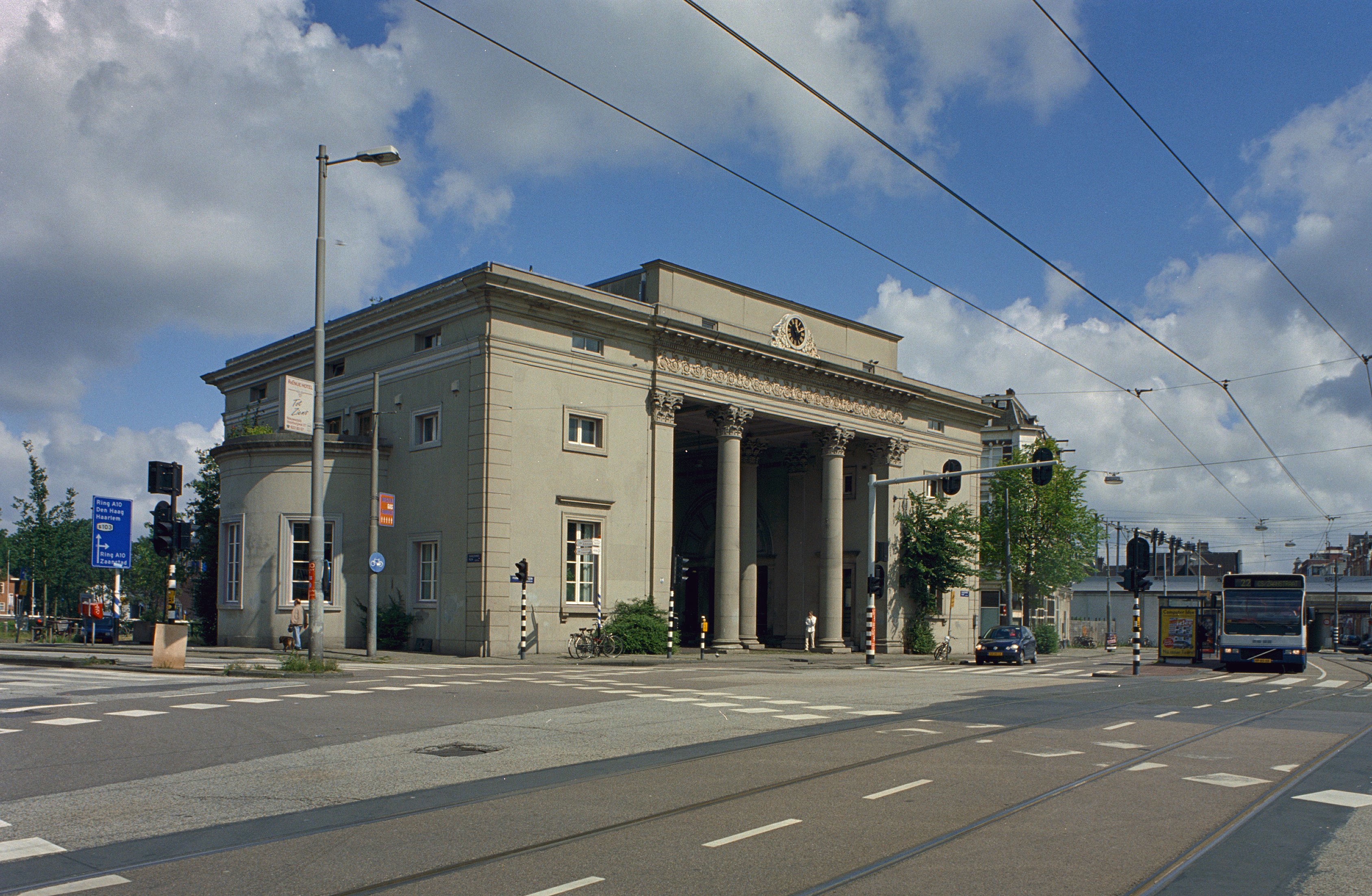
De Haarlemmerpoort (Willemspoort) gezien vanaf stadszijde; 2002.

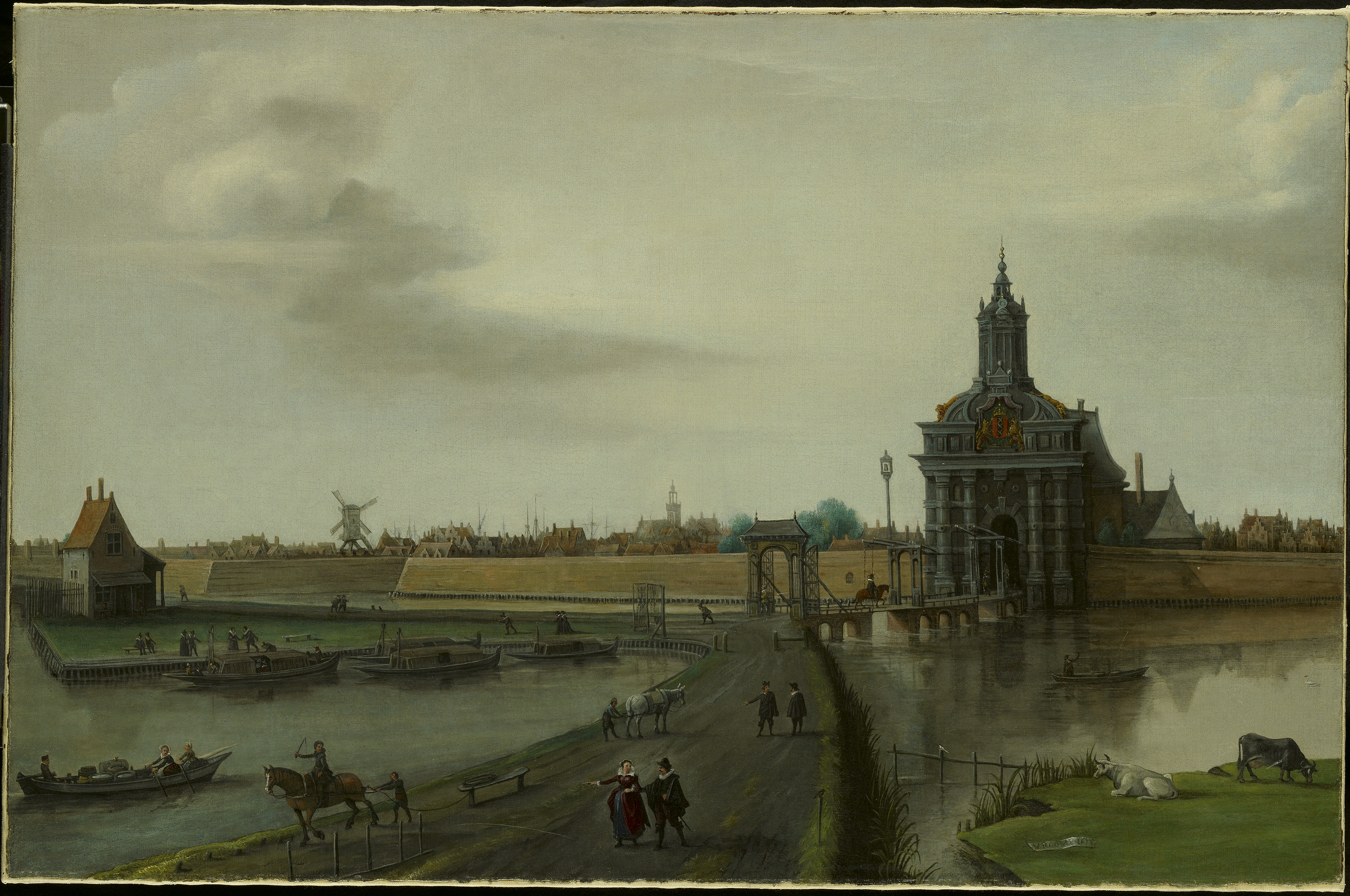
De (vierde) Haarlemmerpoort in de 17e eeuw. Deze poort werd in de 19e eeuw door de Willemspoort vervangen.

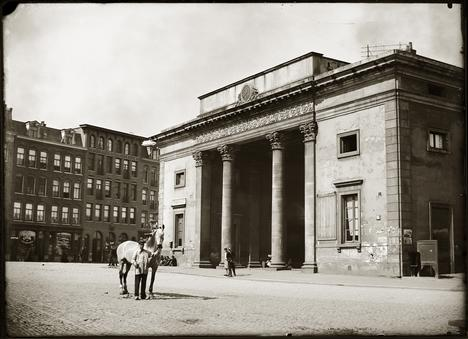
De Willemspoort in 1896.
Foto: Jacob Olie.

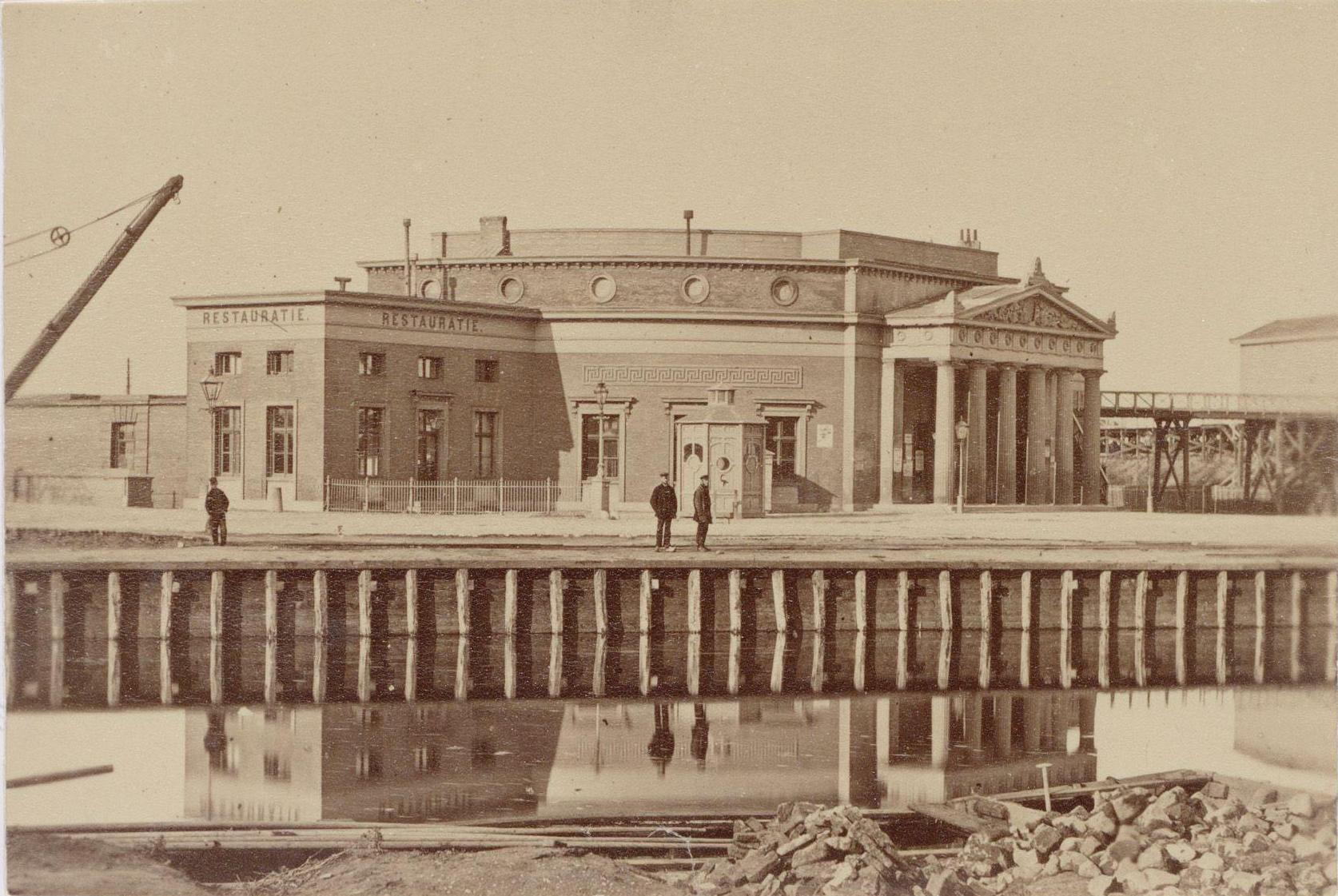
Tegenover de Willemspoort lag van 1842 tot 1878 het Station Willemspoort, in een verwante bouwstijl, waar de treinen naar Haarlem vertrokken. Hier ligt nu het Westerpark.

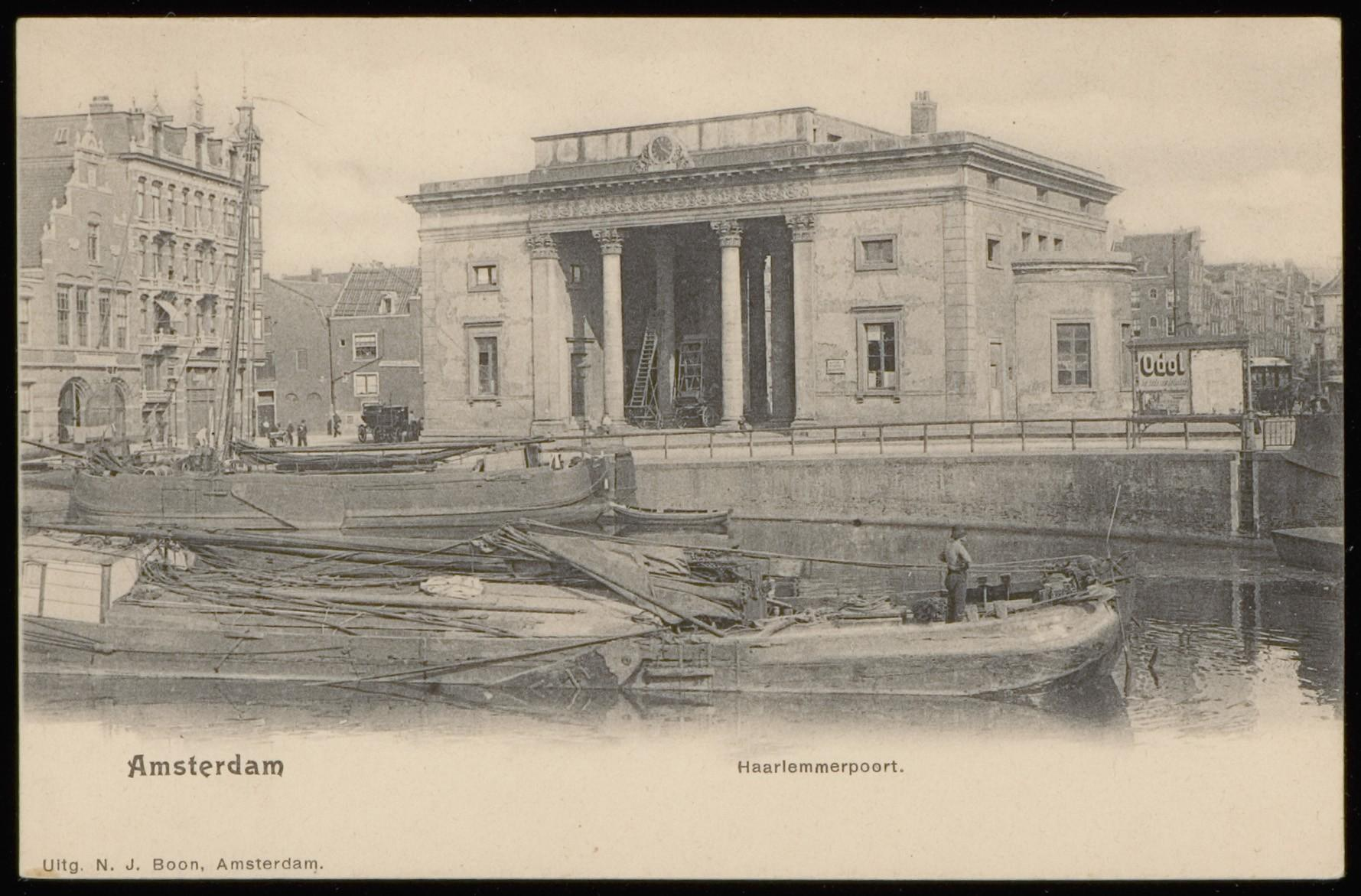
De Haarlemmerpoort gezien vanaf de Singelgracht; circa 1900.

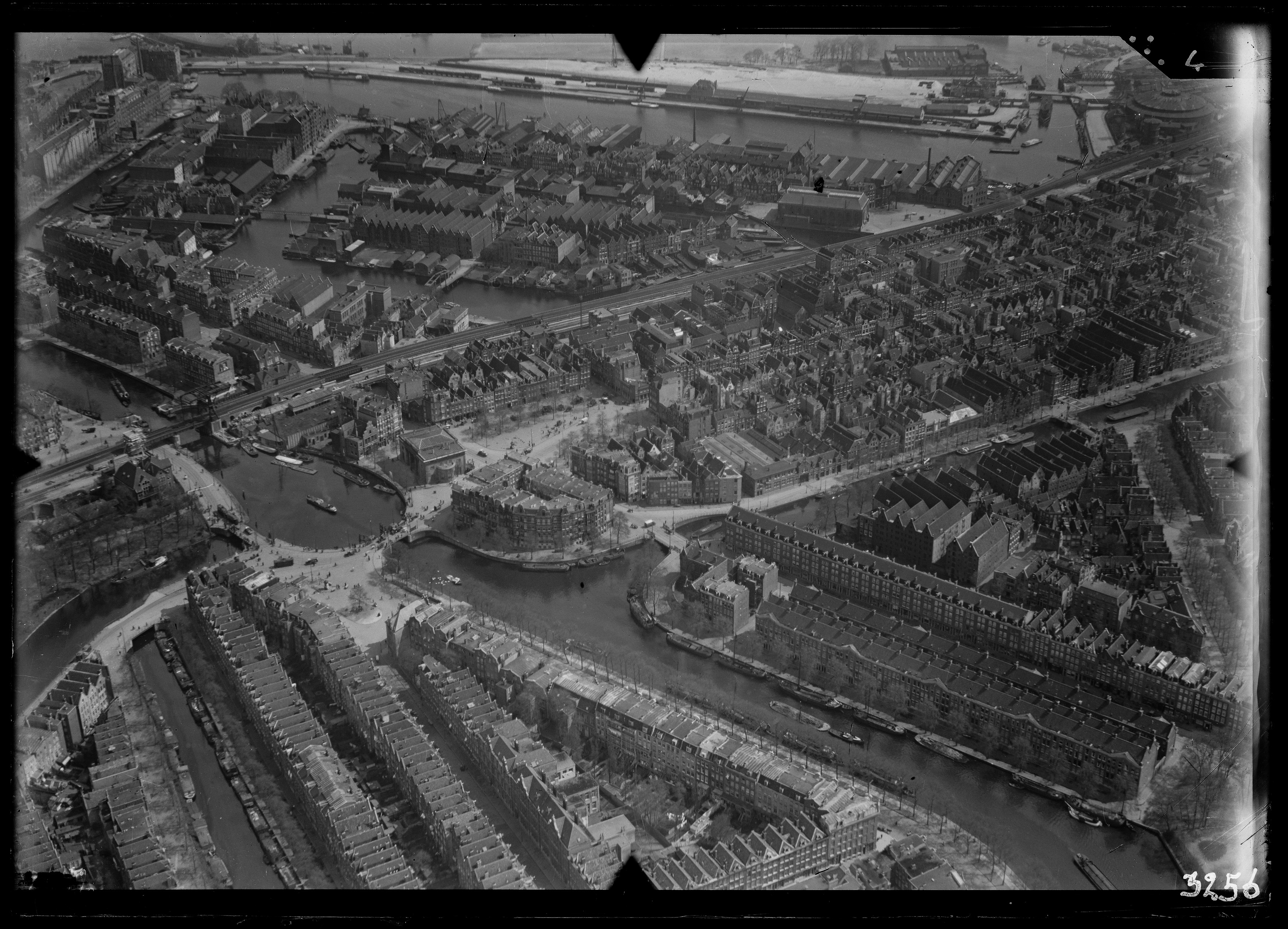
Luchtfoto van de Singelgracht bij het Haarlemmerplein en omgeving, met in het midden de Haarlemmerpoort; circa 1920.

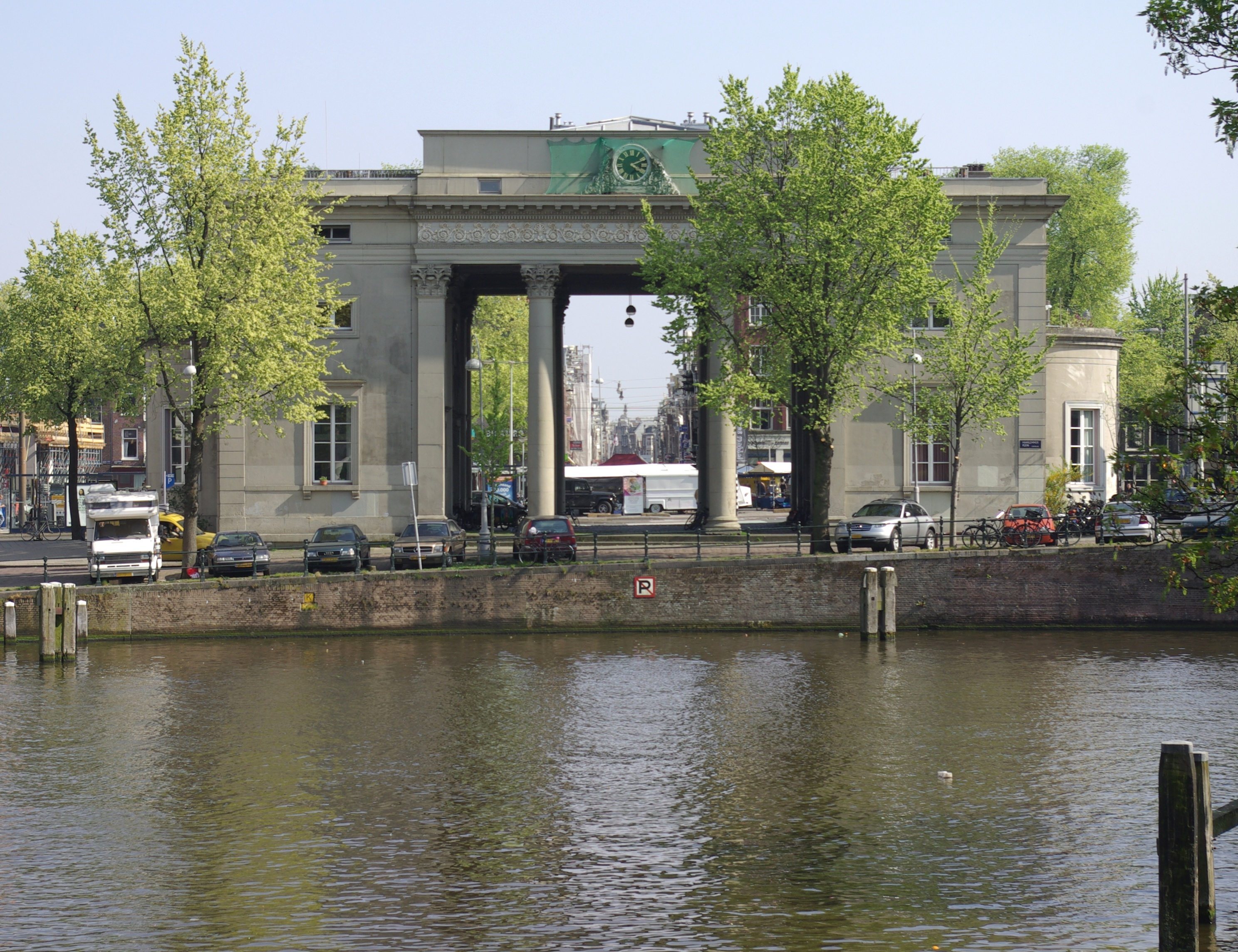
Doorzicht door de Haarlemmerpoort vanaf de Singelgracht naar de Haarlemmerdijk; 2011.

De Haarlemmerpoort aan het Haarlemmerplein in Amsterdam heet officieel Willemspoort maar wordt in de stad nooit zo genoemd. Het is in feite de vijfde poort aan de kant van Haarlem die voorkomt in de geschiedenis van Amsterdam. De eerdere poorten maakten deel uit van de vestingwerken van Amsterdam. Bij elke stadsuitbreiding schoof de stadspoort een stukje op naar het westen, richting Haarlem.

## Geschiedenis
De eerste 'Haarlemmerpoort' stond in de 14e eeuw ter hoogte van de Haringpakkerssteeg. Omstreeks 1397 verrees de tweede Haarlemmerpoort, deze stond op de (Oude) Haarlemmersluis in de Nieuwendijk (hier is nu de Martelaarsgracht). De derde Haarlemmerpoort werd gebouwd in 1482, toen langs het Singel de stadsmuur rond Amsterdam werd gebouwd. Hier ligt nu de (Nieuwe) Haarlemmersluis, die daar werd gebouwd in 1602. Met de Derde Uitleg, de uitbreiding tot de Singelgracht vanaf 1610, verrees er in 1615 een nieuwe, vierde, Haarlemmerpoort op het nieuw aangelegde Haarlemmerplein. Deze poort was ontworpen door Hendrick de Keyser. In 1837 was deze poort zo bouwvallig geworden dat besloten werd tot afbraak. Drie jaar later verrees, vlak bij de plek van de vorige, de huidige (vijfde) Haarlemmerpoort.

### Willemspoort
Deze 19e-eeuwse poort staat officieel op naam van architect Cornelis Alewijn (1788-1839), maar is hoogstwaarschijnlijk de facto van de hand van Bastiaan de Greef, zijn assistent-architect en zoon van de in 1834 overleden stadsarchitect, Jan de Greef. De poort werd geopend op 27 november 1840, toen koning Willem II, een dag vóór zijn inhuldiging, door deze poort de hoofdstad binnenreed. Vandaar de naam Willemspoort. Hiervan getuigt nog een inscriptie aan de binnenzijde.
In die tijd hadden de stadspoorten hun oorspronkelijk verdedigende functie verloren en dienden nu overwegend als 'barrière' om heffing van stedelijke belastingen mogelijk te maken. Zo ook de poort in de weg richting Haarlem, waarvan het interieur diende ter huisvesting van de met de accijnzeninning belaste commiezen en enkele wachthoudende militairen. Al in 1851 echter bepaalde de nieuwe Gemeentewet van Thorbecke, dat plaatselijke belastingen de doorvoer en uitvoer van goederen niet mochten hinderen. Na een overgangsperiode werden de gemeentelijke accijnzen in 1866 afgeschaft, waarmee de poort haar voornaamste functie verloor.

## Bouwstijl
De huidige poort is een goed voorbeeld van de neoclassicistische bouwstijl uit de eerste helft van de 19e eeuw; een 'strenge' interpretatie van de klassiek Griekse en Romeinse tempelarchitectuur. Het gebouw is symmetrisch van opzet; de veldzijde is gelijk aan de stadzijde, waarbij ook de zijgevels identiek zijn. In de doorgang zijn acht Korinthische zuilen geplaatst, gemaakt van Bentheimer zandsteen. Het cassetteplafond in de doorgang is voorzien van rozetten.

## Station
In 1842 verrees tegenover de poort het Station Willemspoort als vertrekpunt van de treinen naar Haarlem. In 1878 werd de spoorlijn ten noorden van de poort verlengd in de richting van het in 1889 geopende Centraal Station.

## Drinkwater
In 1853 plaatste de nieuw opgerichte Amsterdamsche Duinwater-Maatschappij (het eerste drinkwaterbedrijf in Nederland) zijn eerste tappunt bij de Haarlemmerpoort. Het water werd van de duinen bij Zandvoort naar Amsterdam gepompt, bij de poort werd het duinwater voor een cent per emmer verkocht.

## Politiepost
Na de afschaffing van de stedelijke accijns in 1866 bleef de poort (gedeeltelijk) als politiepost in gebruik, hoewel er stemmen voor sloop opgingen. Stemmen die luider werden toen in 1877 de aansluitende en aan de veldzijde gelegen brug in zuidelijke richting werd verplaatst (de Willemsbrug). Sinds dat jaar stond in de middendoorgang een brandspuit opgesteld, terwijl het rechter gedeelte dienstdeed als verblijf voor de brandwacht.
In 1889 besloot de gemeenteraad van de gemeente Amsterdam tot sloop van de poort, ten behoeve van een nieuw gebouw voor politie en brandweer. Na jarenlang geharrewar werd dit besluit op 18 april 1900 weer ongedaan gemaakt en besloten tot restauratie.
Tot 1961 deed het linkerdeel van de poort dienst als politiepost; in 1967 kwam in het gedeelte rechts een afdeling van de Dienst der Publieke Werken. Kort daarna werd het voortbestaan van de poort opnieuw bedreigd door het plan om vanaf de Haarlemmer Houttuinen een brede verkeersweg met een aansluiting dwars door de poort aan te leggen. Slopen of verplaatsen was de vraag en het inmiddels vergevorderde verval ging door, totdat het gebouw in 1978 werd gekraakt. Door de krakers werd met instemming van de buurt vooral gelobbyd voor behoud door middel van een woonbestemming en restauratie en renovatie. Verval werd gekeerd door het dak te bedekken en nieuwe afwatering aan te brengen.

## Restauratie
In 1975 werd door de gemeenteraad een krediet voor restauratie beschikbaar gesteld, maar subsidie van de rijksoverheid liet op zich wachten. Met de presentatie van woonfunctie voor de poort kwam de restauratiesubsidie beschikbaar. Na een twee jaar durende ingreep werden restauratie en verbouwing van de poort begin 1986 voltooid. In het poortgebouw zijn toen acht woningen en een aantal HAT-eenheden ingebouwd.
De Dienst der Publieke Werken van de gemeente Amsterdam en het Gemeentelijk Woningbedrijf Amsterdam maakten na de restauratie afspraken over het toekomstige beheer, waarbij Dienst der Publieke Werken zich zou ontfermen over de fundering en het casco, en het Woningbedrijf West het onderhoud van de woningen voor diens rekening zou nemen.
In 2017 kwamen de 17 wooneenheden in het gebouw leeg te staan in afwachting van een nieuwe restauratie. Eigenaar woningcorporatie Ymere wilde het poortgebouw van de hand doen omdat ze de gelden die benodigd zijn voor verbouwing liever anders besteedt. In februari 2018 werd bekend dat Stadsherstel Amsterdam de nieuwe eigenaar is geworden. Na de restauratie zal er in 2019 in het pand ruimte zijn voor 700 m² horeca; boven komen er (weer) woningen.

## Details en interieur

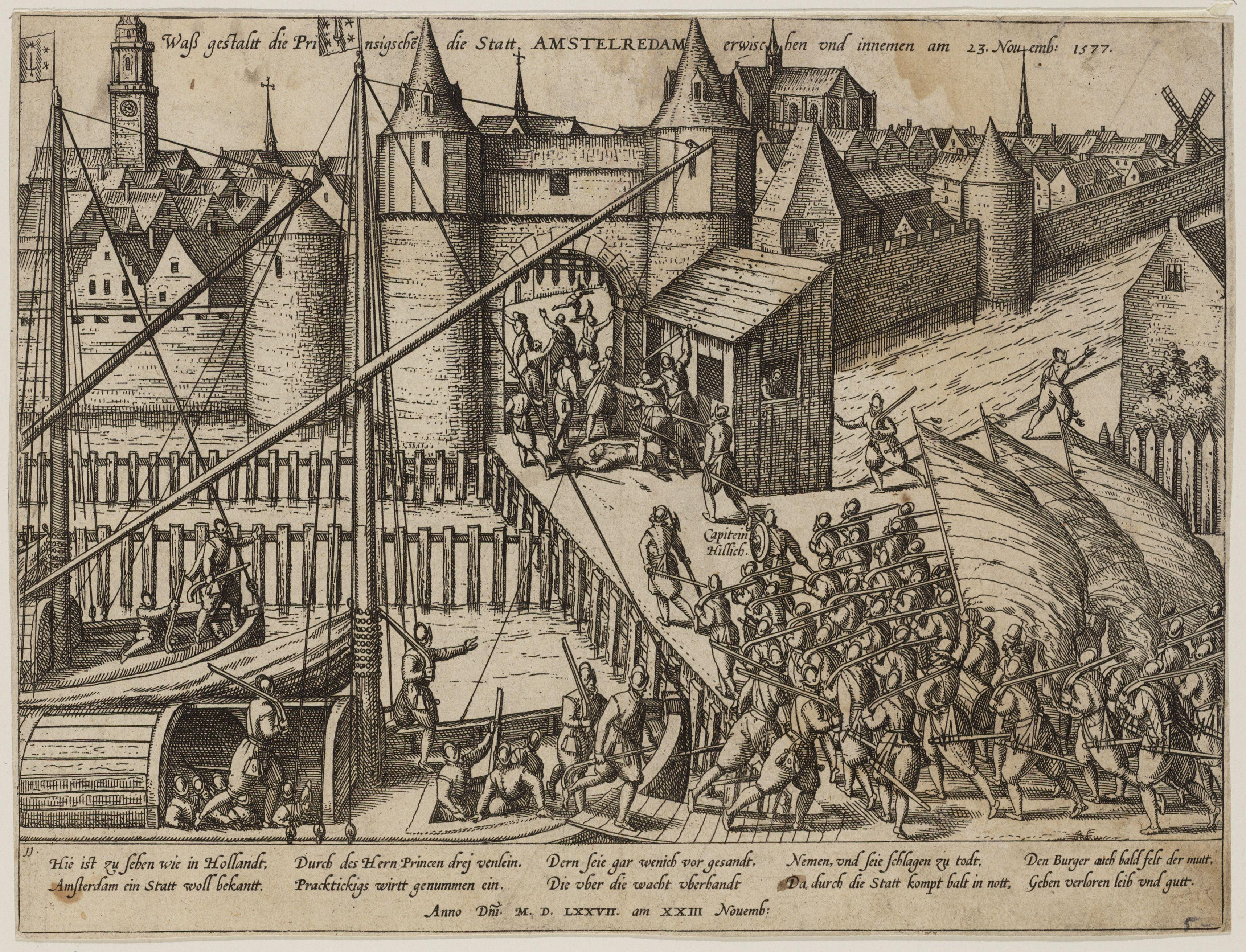
Aanslag op Amsterdam op 23 november 1577, door Kapitein Helling en Ruikhaver.
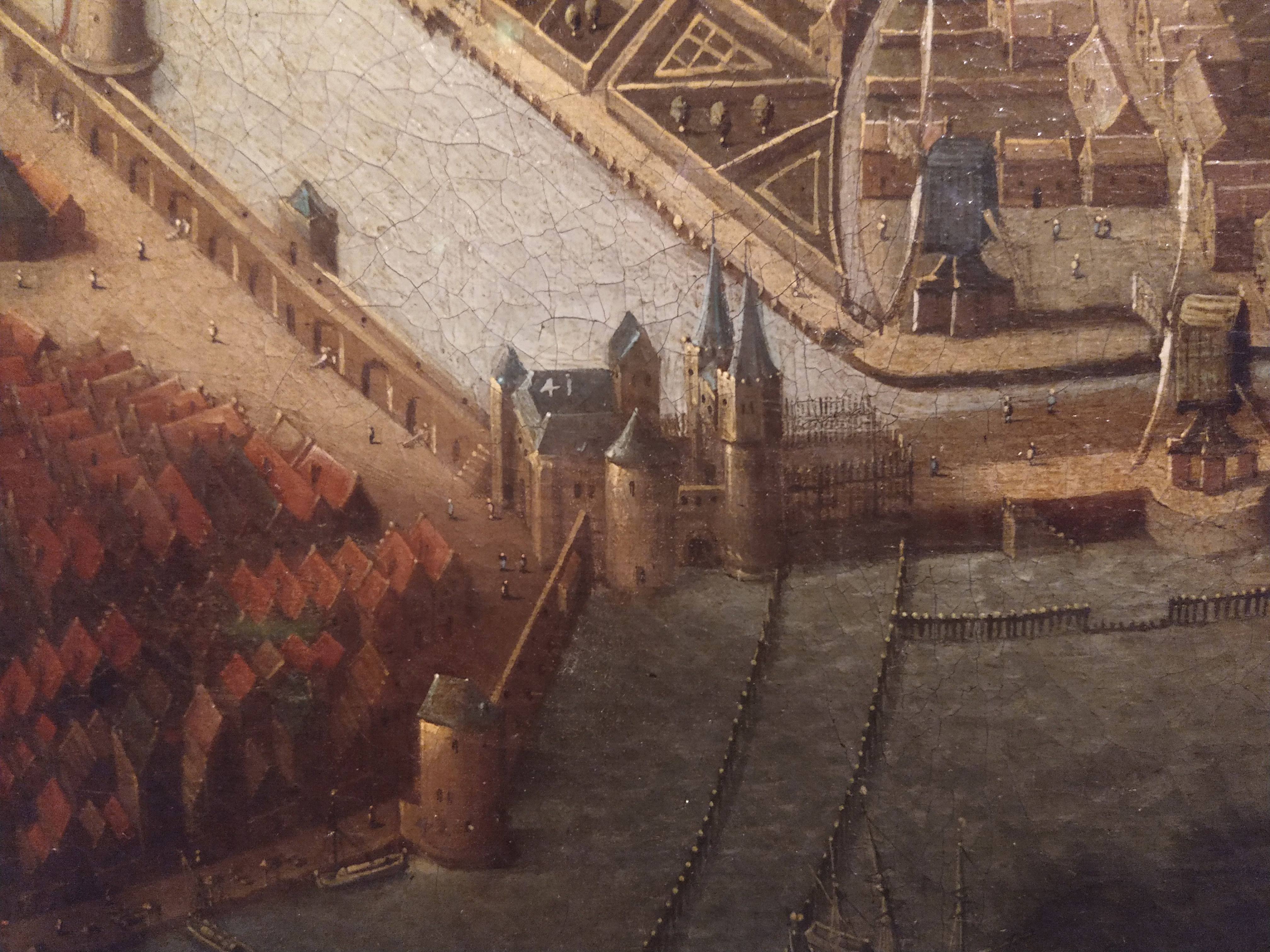
De 3e Haarlemmerpoort (gebouwd 1482) rond 1540 (detail schilderij Jan Christiaensz. Micker).
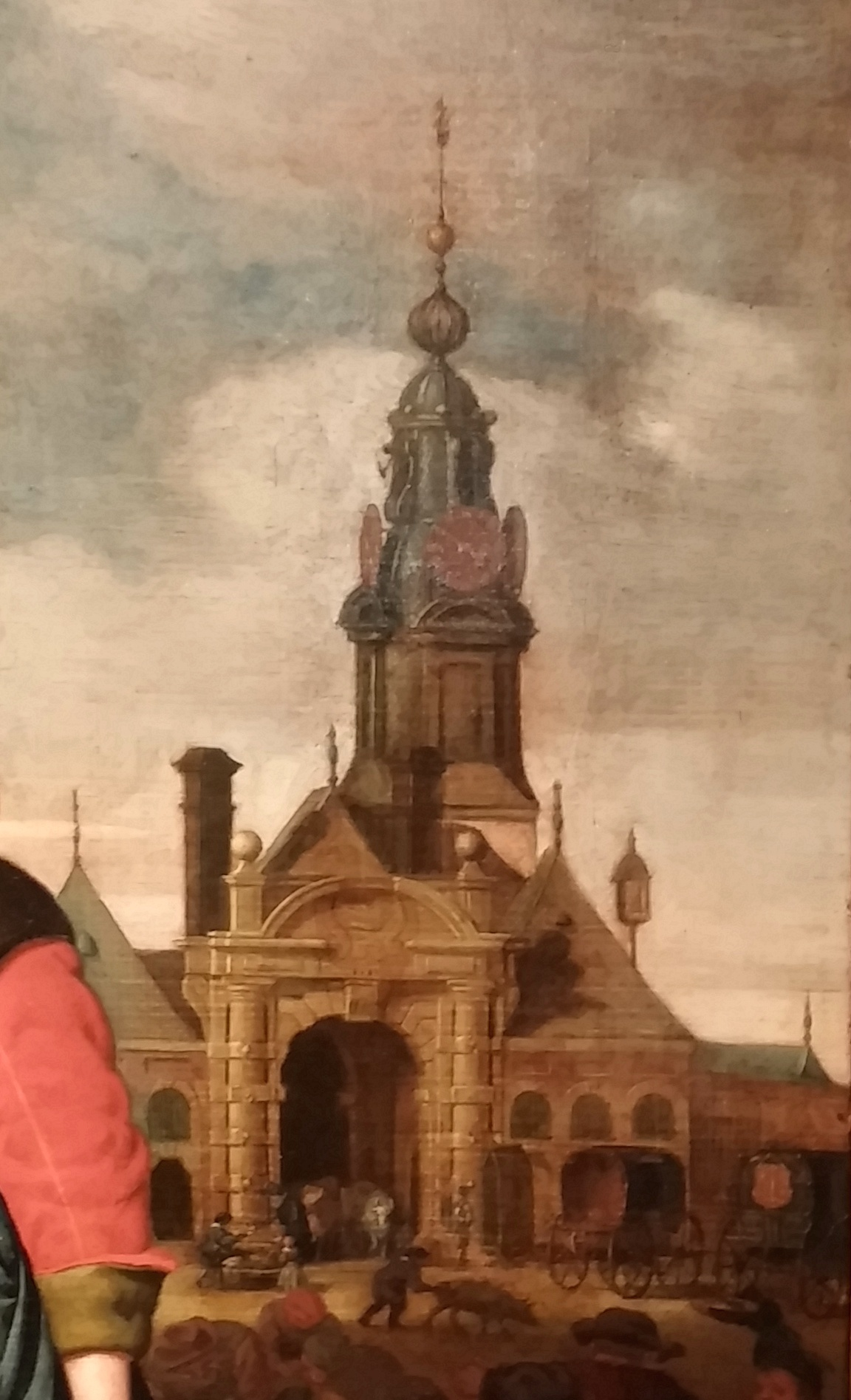
De 4e Haarlemmerpoort (gebouwd 1615) gezien vanaf stadszijde (detail schilderij Michiel van Musscher, 1668).
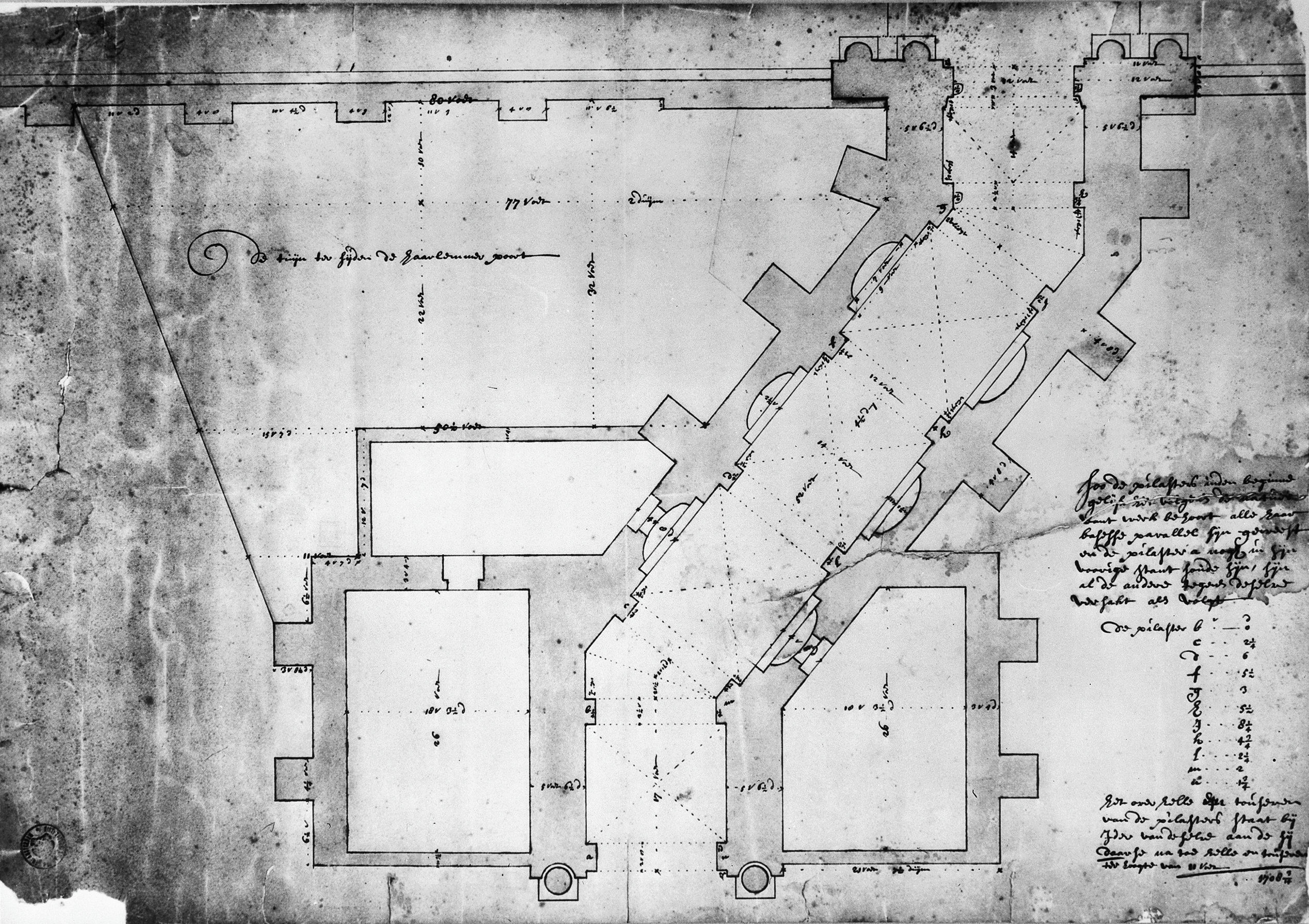
Plattegrond van de 4e Haarlemmerpoort ontworpen door Hendrick de Keyser (gebouwd in 1615).
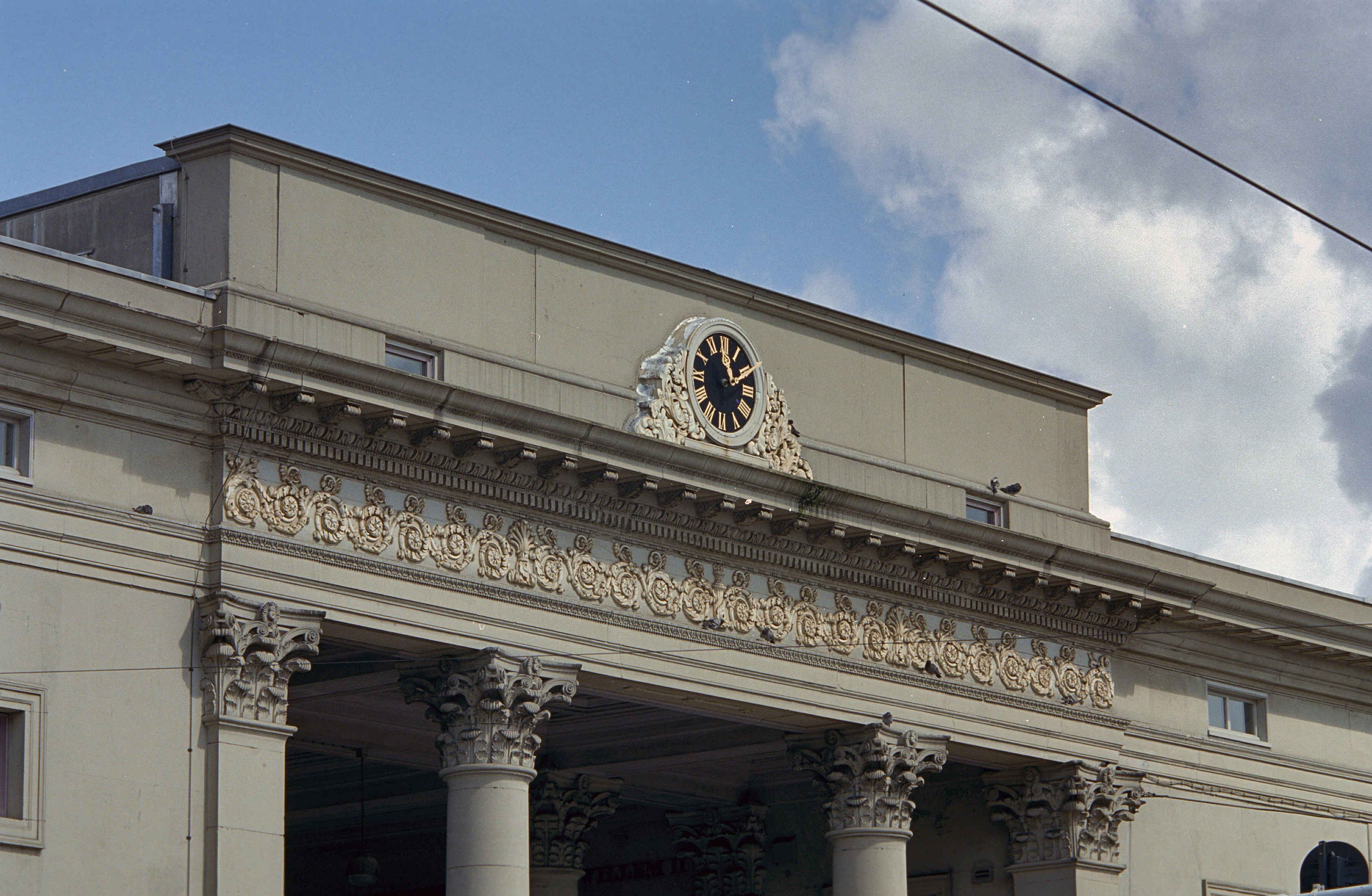
Fries boven de zuilen en klok (2002).
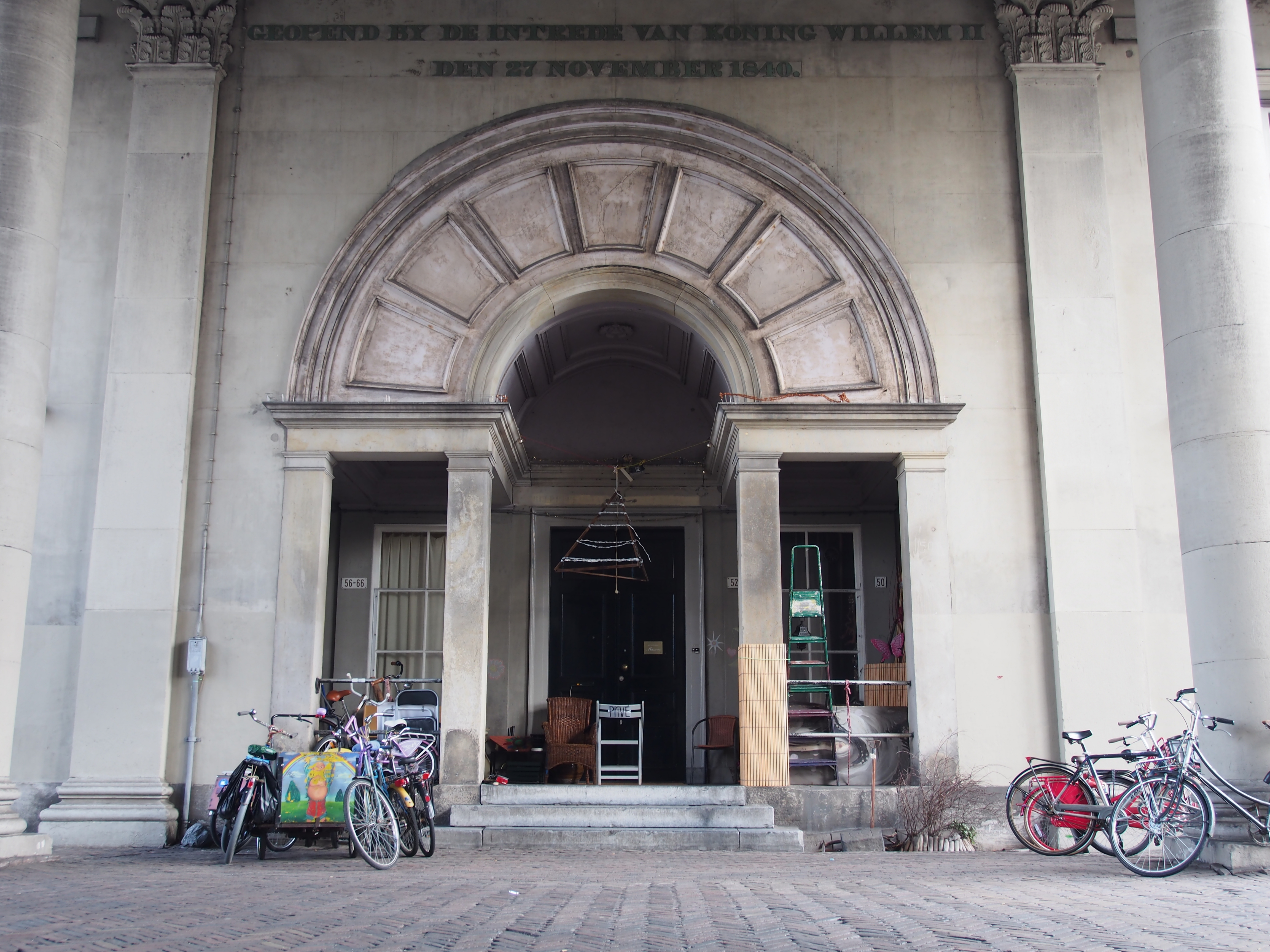
Toegang tot de woningen onder de poort (2017).
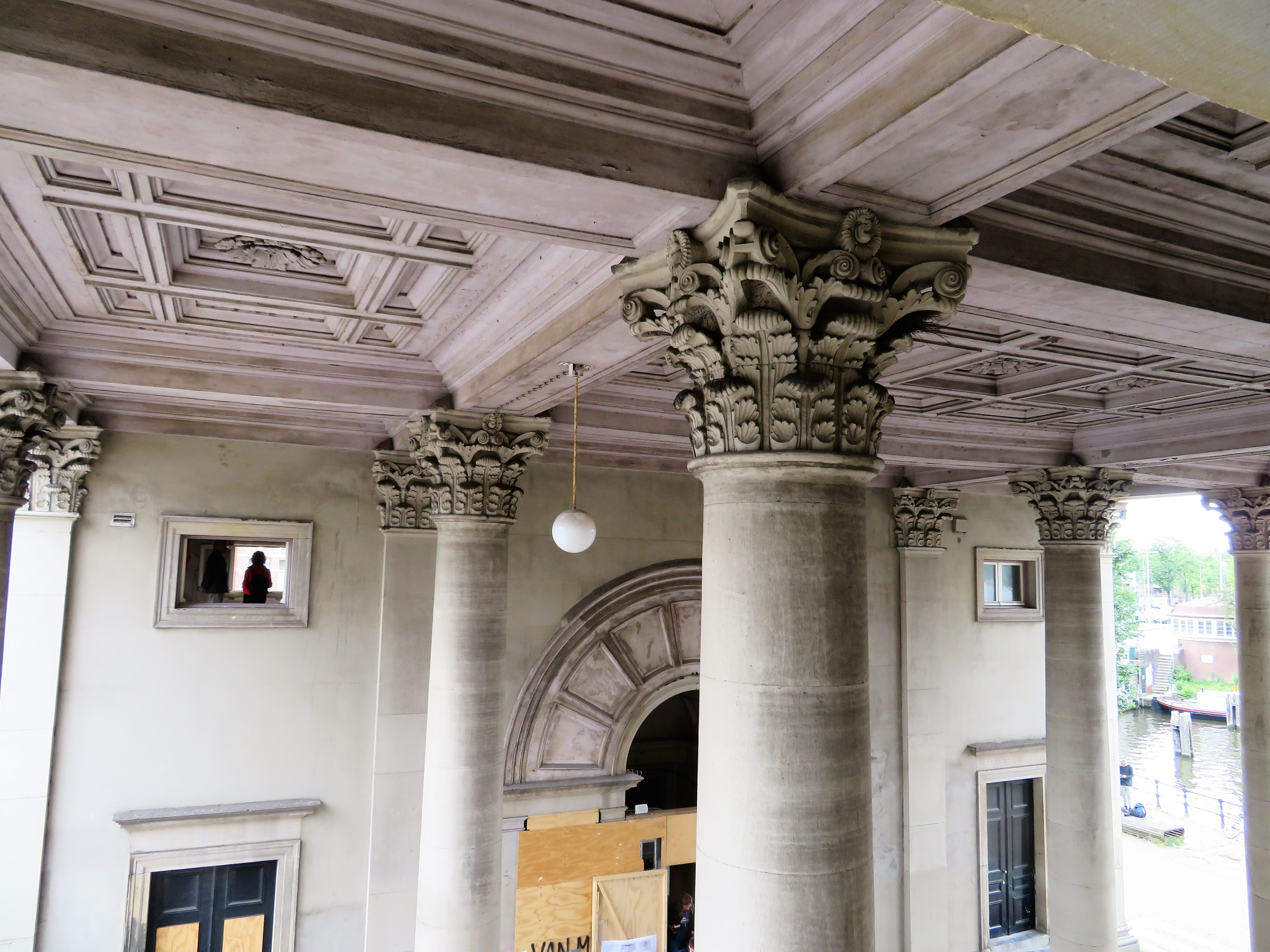
Zuilen onder de boog met houten plafond.
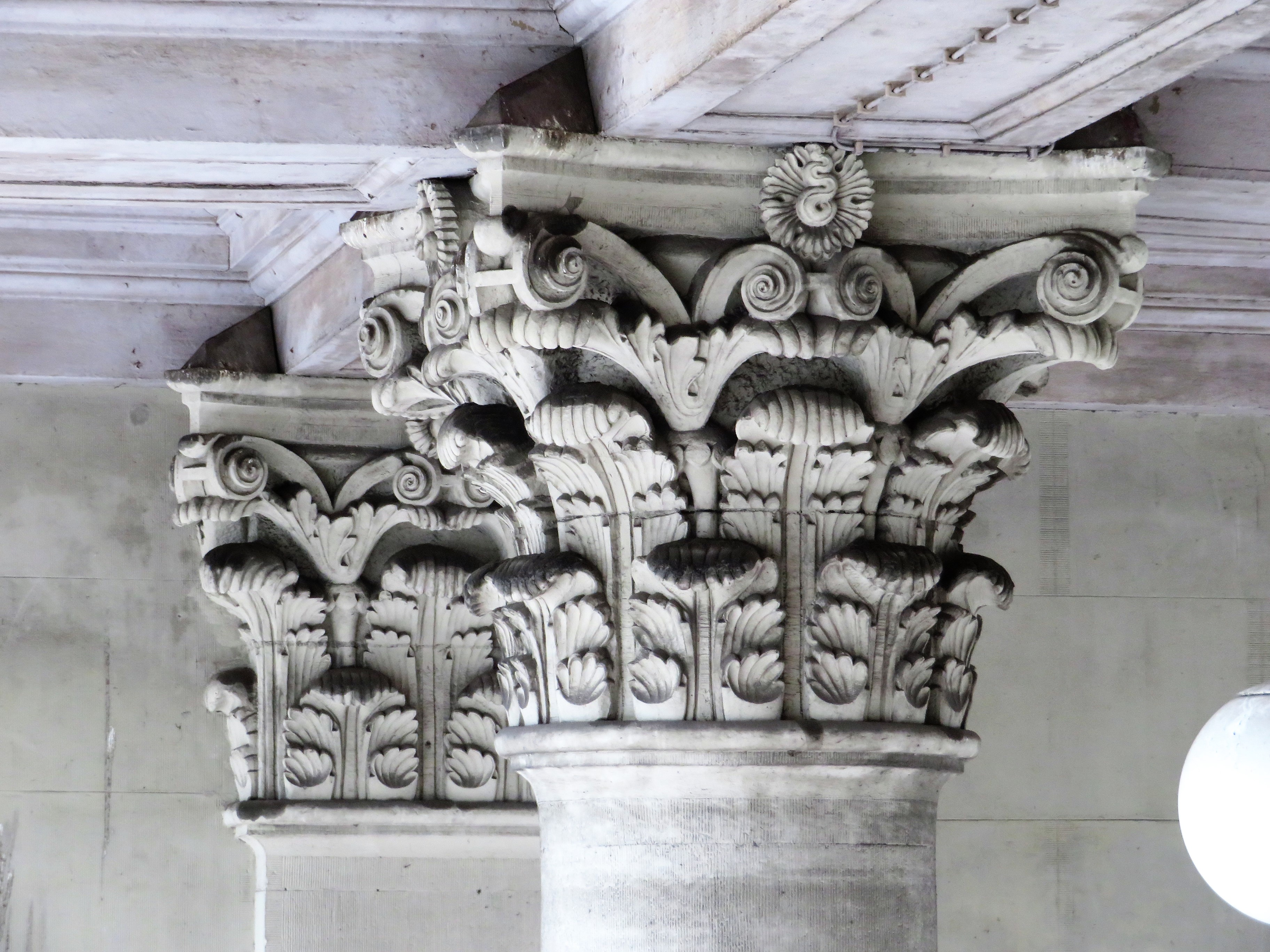
Kapitelen.
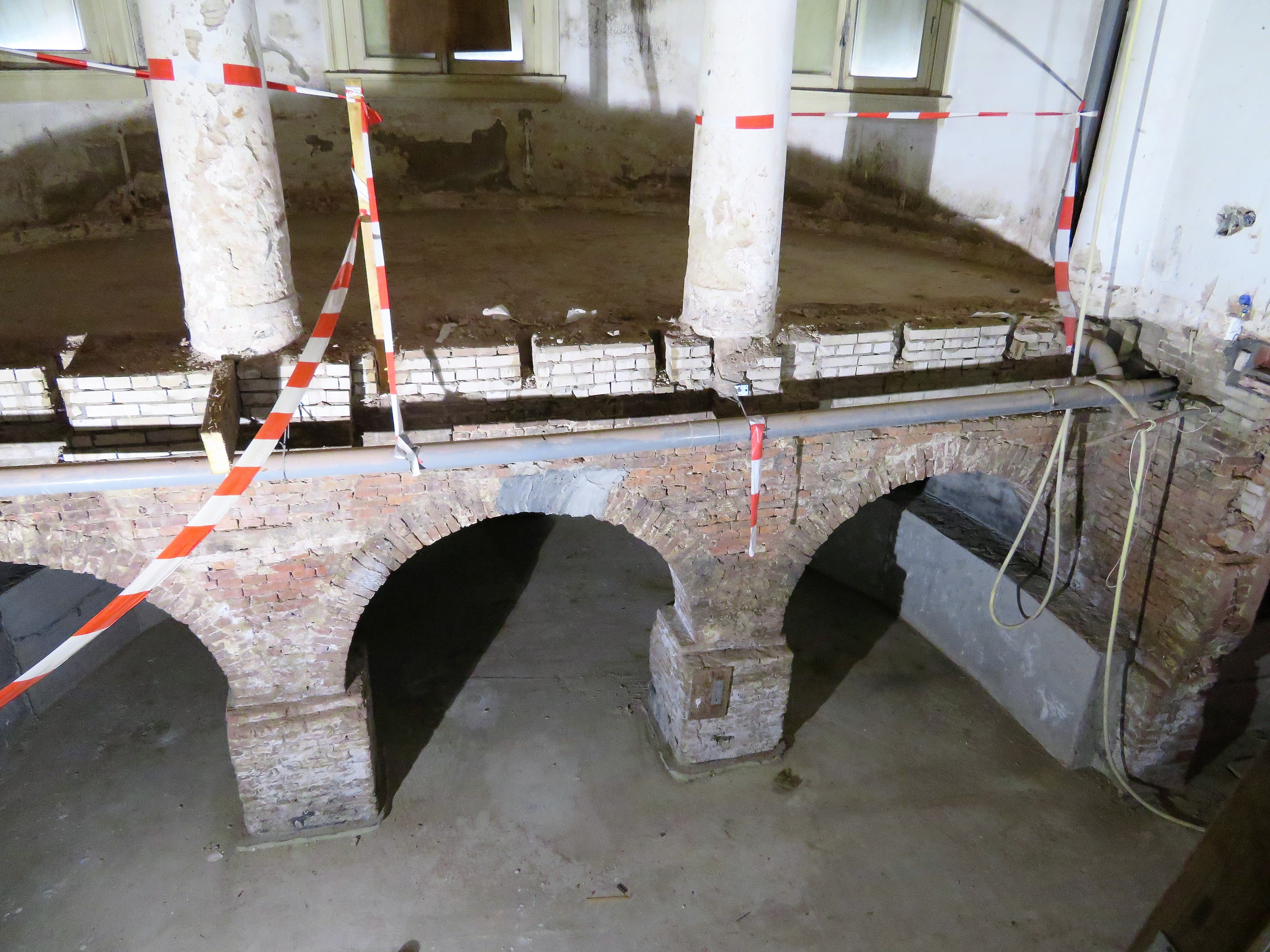
Kelderetage tijdens de restauratie (2018).
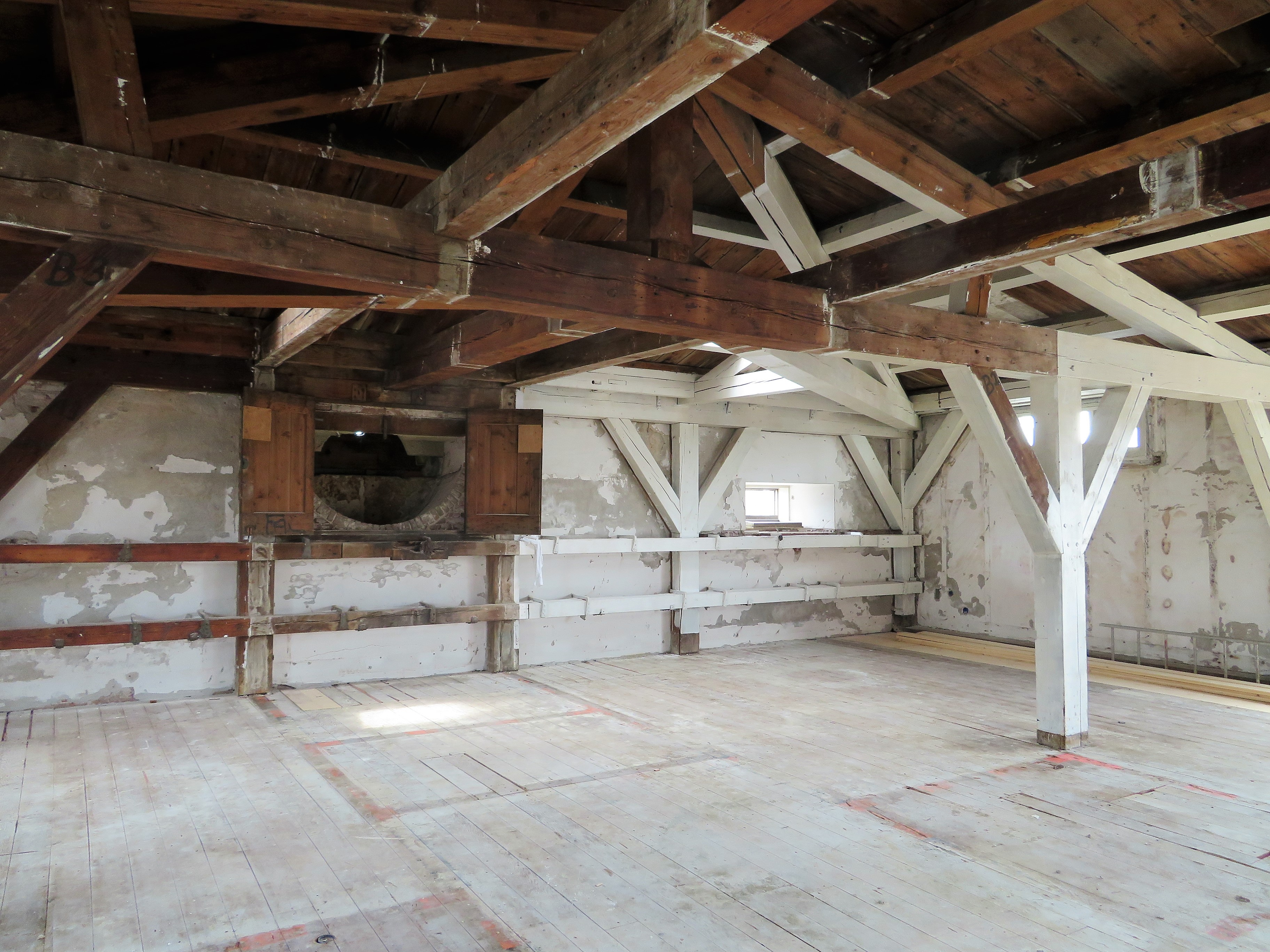
Zolderetage tijdens de restauratie (2018).
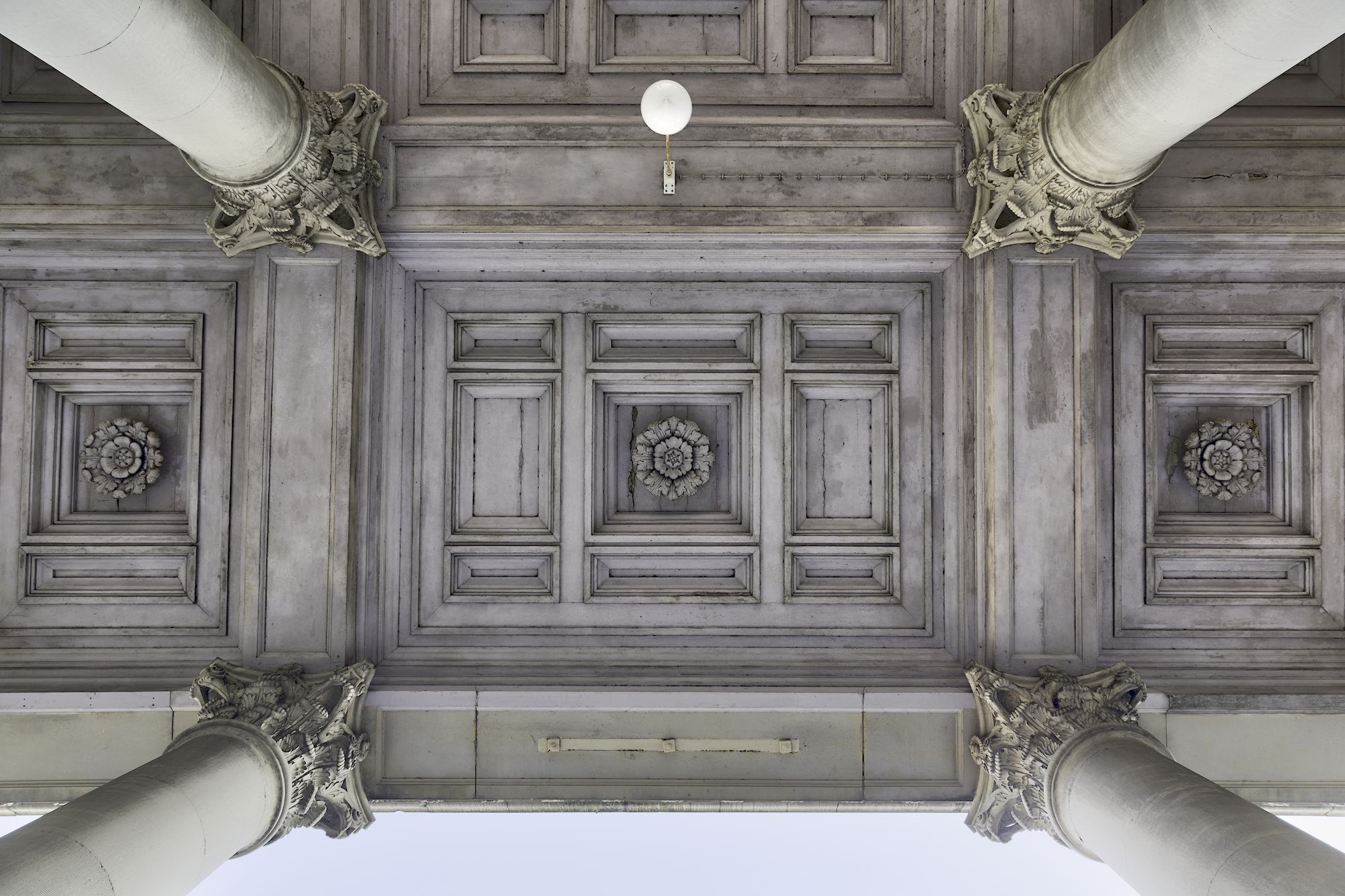
Rijk versierde plafond van de Haarlemmerpoort. Foto: Stadsherstel Amsterdam. Fotograaf: Sjors van Dam.